# وزارة الطاقة (سوريا)
وزارة الطاقة هي وزارة حكومية في سوريا وجزء من مجلس الوزراء. وهي مسؤولة عن تطوير وتنفيذ السياسات المتعلقة بالنفط والمنتجات ذات الصلة ونشاط منظومة الطاقة الكهربائية والطاقة المتجددة وإدارة الموارد المائية.

## التأسيس
تأسست الوزارة في 29 مارس 2025 نتيجة اندماج ثلاث وارات هي:
- وزارة الكهرباء
- وزارة النفط والثروة المعدنية
- وزارة الموارد المائية.

## التنظيم
- مديرية النظم والتكنولوجيا
- مديرية الموارد البشرية
- مديرية الري والصرف
- مديرية التخطيط والتعاون الدولي
- مديرية الشؤون القانونية
- مديرية مياه الشرب
- مديرية التنمية الإدارية
- مديرية المعدات وترشيد الطاقة
- مديرية الصرف الصحي
- مديرية المياه الدولية والسدود

## المؤسسات والشركات التابعة للوزارة
- المؤسسة العامة للنفط
- الشركة السورية للنفط
- الشركة السورية للغاز
- الشركة السورية لنقل النفط
- شركة الفرات للنفط
- شركة دير الزور للنفط
- شركة كوكب للنفط
- شركة حيان للنفط
- شركة إيبلا للنفط
- شركة دجلة للنفط
- شركة الرشيد للنفط
- المؤسسة العامة لتكرير النفط وتوزيع المشتقات البترولية
- الشركة العامة لمصفاة حمص
- الشركة العامة لمصفاة بانياس
- المؤسسة العامة للجيولوجيا والثروة المعدنية
- الشركة العامة للفوسفات والمناجم
- المركز الوطني للزلازل
- معهد المهن البترولية والمعادن

## قائمة الوزراء
| الصورة      | الاسم (مواليد–وفاة) | فترة شغل المنصب | فترة شغل المنصب | فترة شغل المنصب | الحكومة          | ملاحظات     |
| الصورة      | الاسم (مواليد–وفاة) | تولى المنصب     | غادر المنصب     | المدة           | الحكومة          | ملاحظات     |
| وزير الطاقة | وزير الطاقة         | وزير الطاقة     | وزير الطاقة     | وزير الطاقة     | وزير الطاقة      | وزير الطاقة |
| ----------- | ------------------- | --------------- | --------------- | --------------- | ---------------- | ----------- |
|             | محمد البشير (1983–) | 19 آذار 2025    | في المنصب       | 125 أيام        | حكومة أحمد الشرع | [ 3 ] [ 4 ] |